# William Anderson (peintre)
Pour les articles homonymes, voir William Anderson et Anderson.
William Anderson, né en Écosse en 1757 et mort le 27 mai 1837, est un peintre britannique.

## Biographie
L'éducation d'Anderson comme constructeur de navire l'a bien préparé pour devenir un artiste spécialisé dans l'art maritime, inspiré par les maîtres hollandais du XVIIe siècle, même s'il peint aussi des paysages et des scènes rurales.
William Anderson et sa femme Sarah ont eu deux fils, William et George. William Guido Anderson a servi dans la Royal Navy et a été fatalement blessé lors de la bataille de Copenhague (1801), où il officiait comme midshipman à bord du HMS Bellona. Son autre fils, George, était aussi un peintre.
Il déménage à Londres dans les années 1780 et expose pour la première fois à la Royal Academy en 1780, continue d'exposer annuellement jusqu'en 1811, puis sporadiquement jusqu'en 1834 (ou entre 1787 et 1814, selon le Dictionary of National Biography). Il est également exposé à la British Institution à partir de 1810.
Ses meilleures œuvres ont été réalisées dans les années 1790-1810, pendant les guerres de la Révolution française et napoléoniennes, où la demande en peinture navale était élevée. Sa peinture n'était cependant pas limitée au thème marin. Il fait ainsi la chronique des engagements navals, dont le mouvement de l'amiral Robert Calder au Cap Finisterre.
Des commissions qui ont ramené Anderson au nord l'ont présenté à l'école de peintres de Hull, où il rencontre le jeune John Ward, qu'il influence grandement. Il devient également ami avec Julius Caesar Ibbetson.

## Œuvre

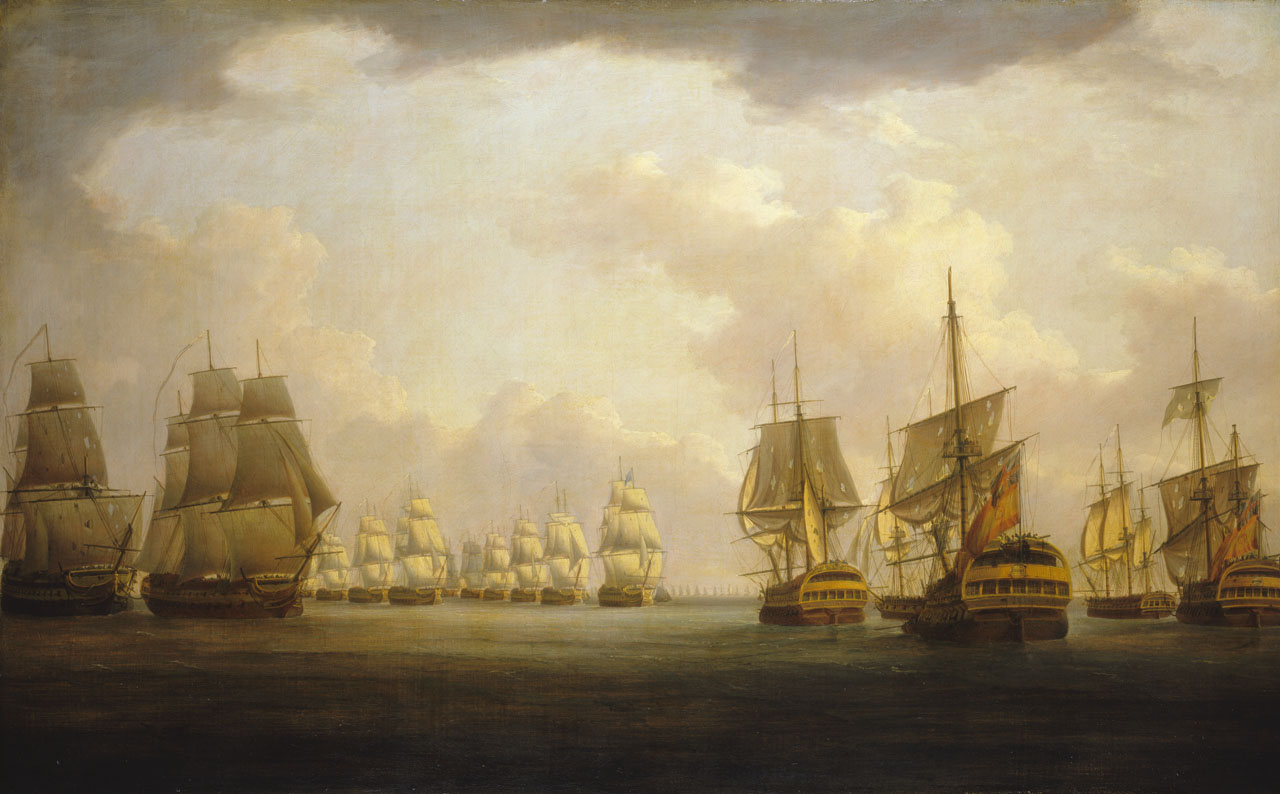
Admiral Sir Robert Calder's Action off Cape Finisterre, 23 July 1805 (1805).

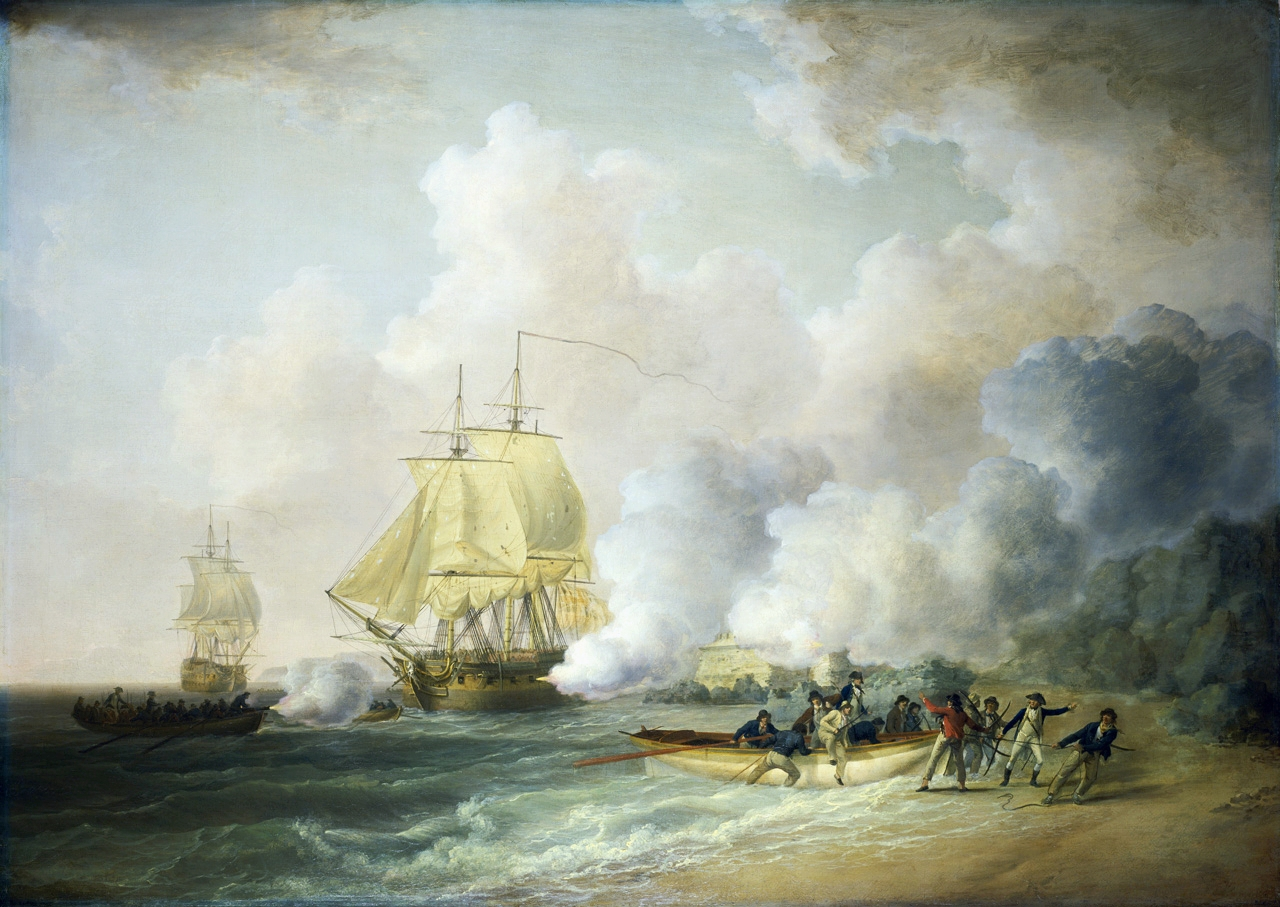
The Capture of Fort Louis, Martinique, 20 March 1794 (1795).

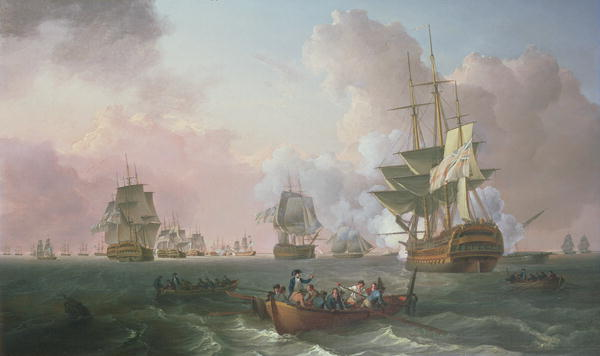
The Battle of the Nile, 1798 (avant 1837).

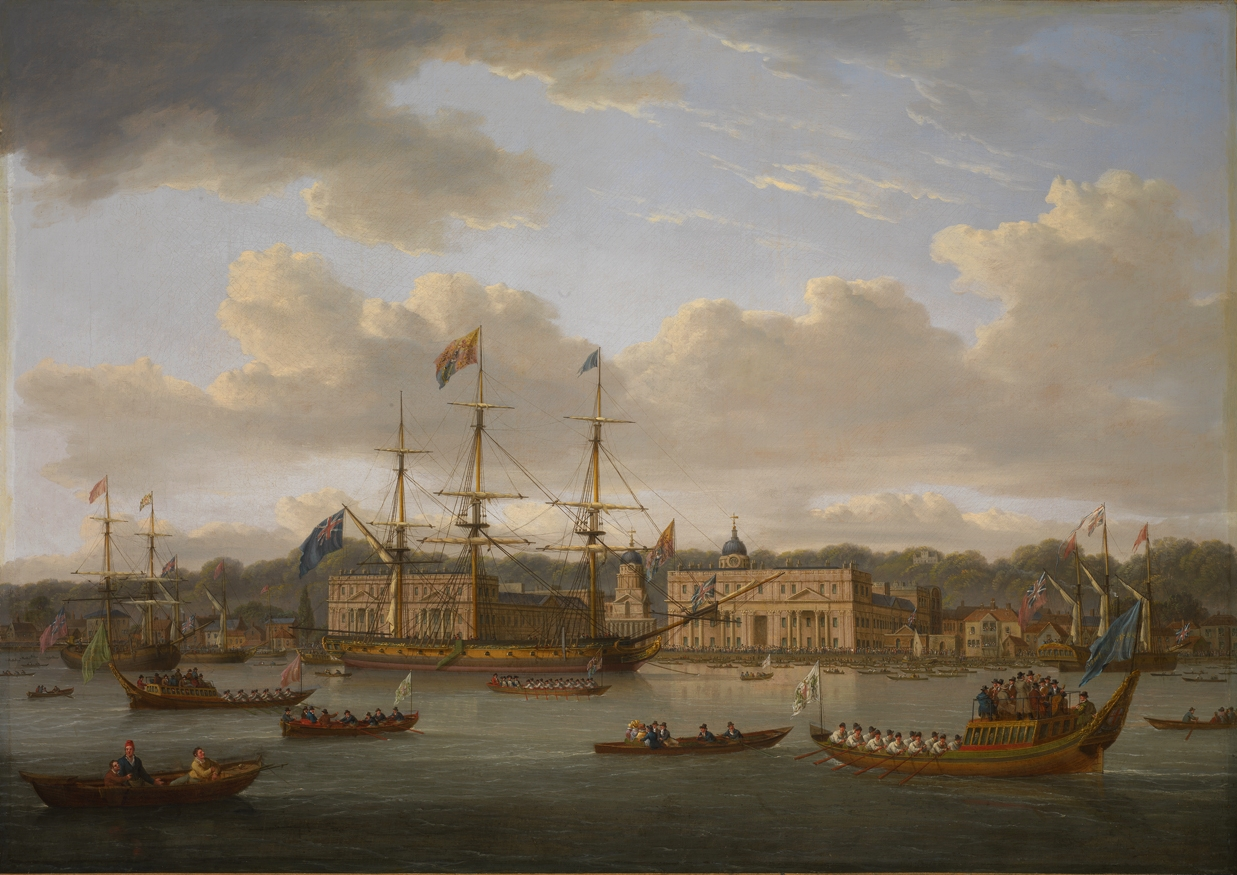
The Return of George IV to Greenwich from Scotland (après 1822).

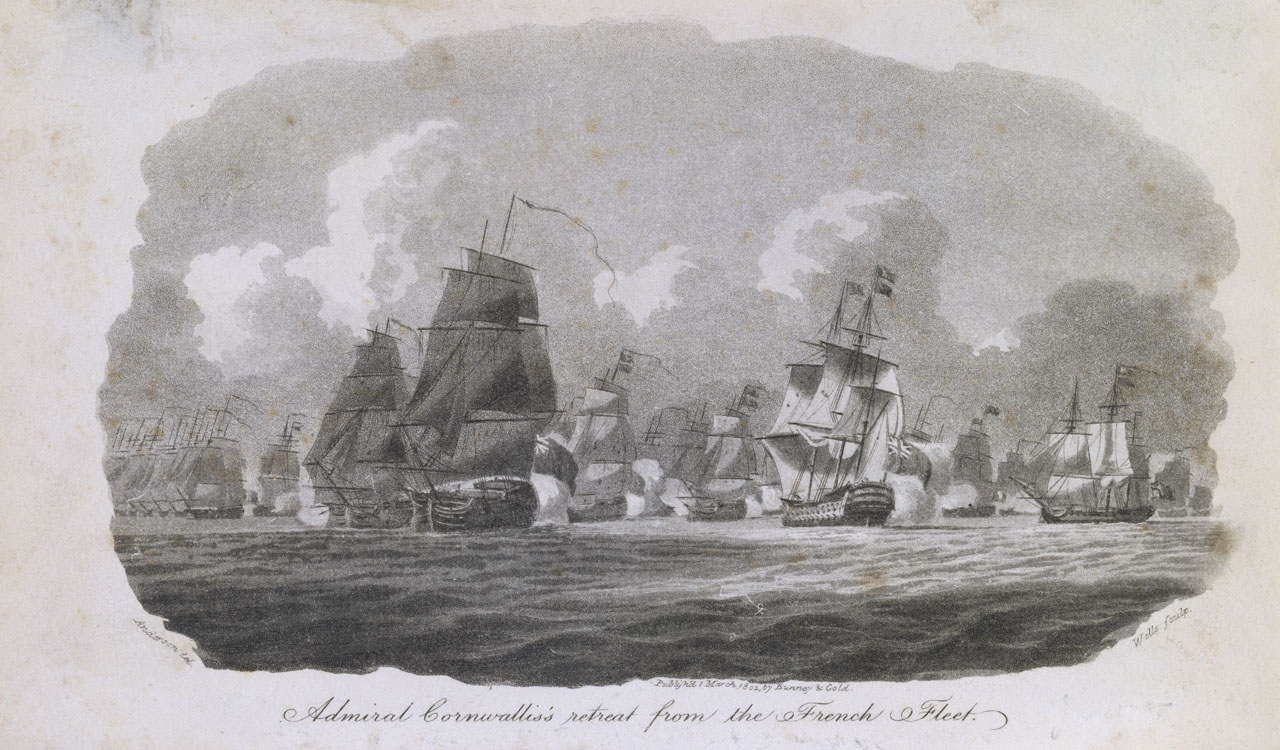
Admiral Cornwallis's retreat from the French Fleet in the First Battle of Groix (gravure, 1802).

Ses œuvres sont en général de petite taille, mais montrent des connaissances de marin. Il a peint l'intérieur de l'abbaye de Westminster et quelques paysages, mais ses thèmes principaux sont des scènes de rivière et de mer.
Selon la Rees's Cyclopaedia (es), il a réalisé des dessins en vue d'être gravés, probablement sur des sujets maritimes, mais la grande majorité de ses œuvres sont des huiles sur toile. Le British Museum conserve une grande aquarelle de 1791, très représentative du peintre.
Cinq Vues sur la bataille du Nil ont été gravées en aquatinte par William Ellis (en) en 1800, à partir de leurs dessins.
Ses dernières œuvres montrent une meilleure maîtrise que ses premières œuvres, où il privilégiait le dessin à l'encre plutôt que l'aquarelle.
Il a réalisé un autoportrait, non daté, qui est conservé au National Maritime Museum.
Ses peintures historiques incluent :
- The Battle of Waterloo
- The Capture of Fort Louis, Martinique, 20 March 1794 — sur l'attaque du commandant Robert Faulknor (en) à Fort Saint-Louis (Martinique) à bord du HMS Zebra (en) — (1795, National Maritime Museum)[4]
- ''Admiral Cornwallis's retreat from the French Fleet in the First Battle of Groix (1802)
- The Battle of the Nile, 1798 (avant 1837)
- Admiral Sir Robert Calder's Action off Cape Finisterre, 23 July 1805 (1805, National Maritime Museum)[5]
- Admiral Sir Robert Calder's Action off Cape Finisterre, 23 July 1805 (no 2, 1805, National Maritime Museum)[2]
- Cavalry Embarking at Blackwall, 24 April 1793 (1793, National Maritime Museum)[6]
- Defeat of the Spanish off Cape St Vincent, February 1797 (1798, Government Art Collection)[7]
- Frederick Augustus (1763–1827), Duke of York, Reviewing Troops in Flanders (1794, National Army Museum)[8]
- The 'Queen Charlotte' at the Review at Spithead, 1790 (1790, National Maritime Museum)[9]
- The Return of George IV to Greenwich from Scotland (après 1822, National Maritime Museum)[10]

Ses autres peintures maritimes incluent :
- Shipping on the Thames off Deptford (dans les années 1820, National Maritime Museum)[11]
- View at the Mouth of the Thames (1808, Southend Museums Service, en dep. Beecroft Art Gallery)[12]
- View on the Thames at Greenwich (Government Art Collection)[13]
- A View at Plymouth (1806)[14]
- Dutch Shipping Moored in an Estuary (National Trust, Rufford Old Hall)[15]
- Dutch Shipping with a Flagship and a States Yacht (National Maritime Museum)[16]
- A View of Berwick-on-Tweed
- A View of Tynemouth
- HMS 'Duncan' at Mahon (1811–1837, National Maritime Museum)[17]
- Limehouse Reach, London (1820, National Maritime Museum)[18]
- Limehouse Reach, London (no 2, Ferens Art Gallery)[19]
- London Bridge and St Paul's by Moonlight (Dover Collections)[20]
- Sailing Ships off the Coast (1803, Leeds Museums and Galleries)[21]
- Sea Piece (Museums Sheffield)[22]
- Seascape with Shipping (Maidstone Museum & Bentlif Art Gallery)[23]
- Seascape with Shipping (no 2, Maidstone Museum & Bentlif Art Gallery)[24]
- Shipping Scene (National Trust)[25]
- Southampton Water (1815, National Trust)[26]
- ’The Bell’ Inn at Erith (1813, Bexley Heritage Trust)[27]
- Westminster from the South, London (Museum of London)[28]

Autres peintures attribuées à William Anderson :
- Three Cattle Grazing by a Stream under a Cliff Face (1815–1835, National Museums Liverpool)[29]